# Forsthaus Willroda

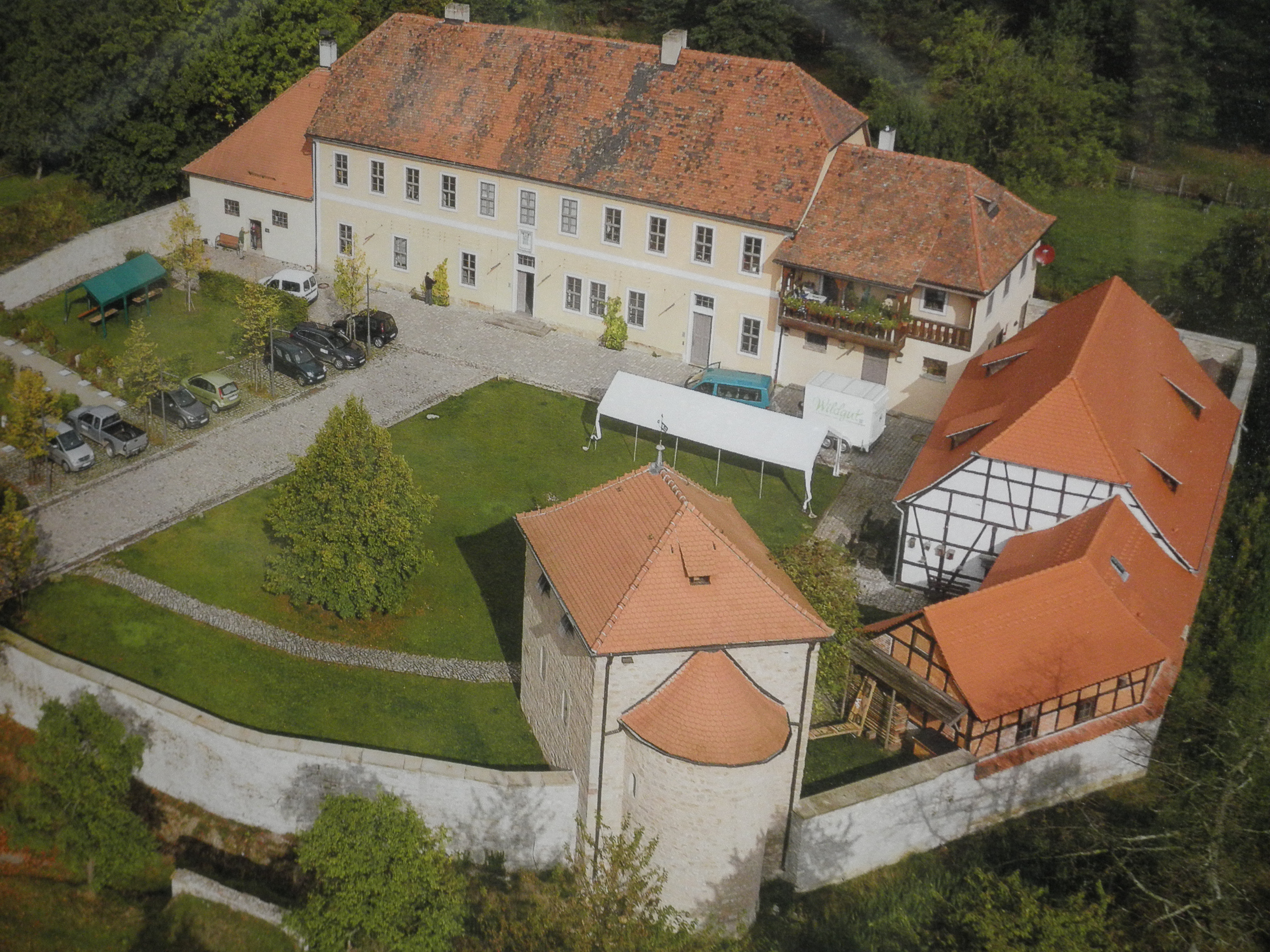
Forsthaus Willroda (von Schautafel 2014)

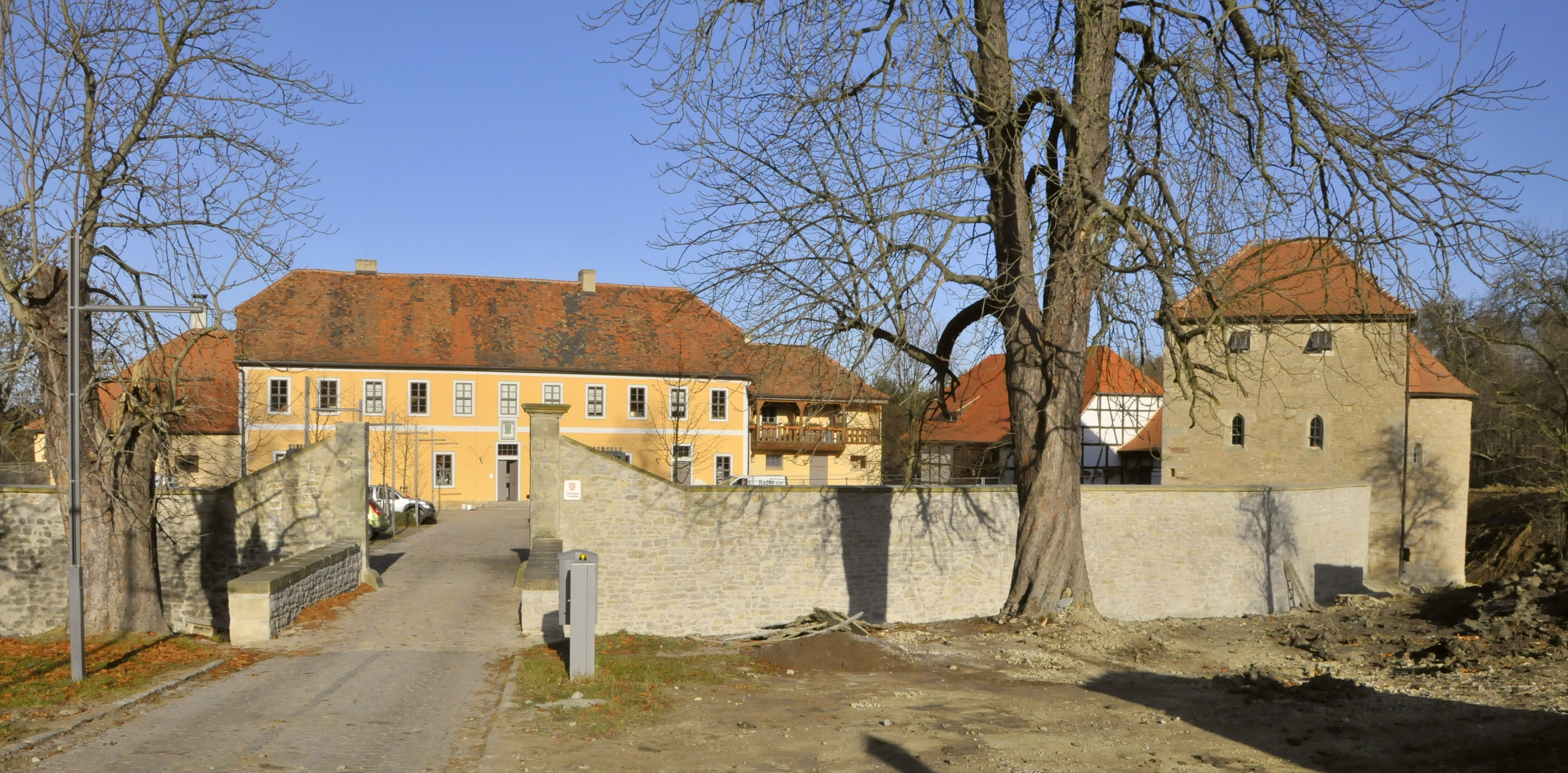
Forsthaus Willroda

Der heute Forsthaus Willroda (auch Willrode) genannte Gebäudekomplex, aufgeführt in der Liste von Burgen und Schlössern in Thüringen, ist eine Anlage im Südosten der thüringischen Landeshauptstadt Erfurt. Sie liegt im Willrodaer Forst zwischen Egstedt und Schellroda auf dem Gebiet des Stadtteils Egstedt. Das Forsthaus Willroda besteht aus mehreren Gebäuden, die als befestigtes Gut errichtet wurden und später umgebaut und erweitert als Jagdschloss, dann als Forsthaus dienten.

## Geschichte

### Das Rittergut unter den Grafen von Gleichen und Gleichenstein
Die Entstehungsgeschichte der jetzigen Anlage des Forsthauses Willroda geht in die Rodungszeit, um das 11. Jahrhundert, zurück. Die erste urkundliche Erwähnung von Willroda war 1204 als Stützpunkt der Grafen von Gleichen. Ihr Nachfahre, Graf Heinrich von Gleichenstein, verkaufte das Rittergut 1290 an das Erfurter Neuwerkskloster (vom Orden der Augustinerinnen), das unter besonderem Schutz des Königs Rudolf von Habsburg I., stand.

### Das Gut im Besitz des Neuwerksklosters zu Erfurt 1290–1450
Von 1290 bis 1450 wurde die Anlage vom Neuwerkskloster bewirtschaftet. Im Thüringer Grafenkrieg (1342–1346) und im Sächsischen Bruderkrieg (1446–1451) war das Gut mehrfach zerstört worden und von einem Ort Willroda in der Nachbarschaft blieb nur eine „Wüstung“ zurück.

### Das Gut unter Claus Hildebrant von Willrode 1450–1477
Ab 1450 überließ das Neuwerkskloster das Gut einem Erfurter Patrizier und Ratsherren als Lehen. Claus Hildebrant, ab jetzt genannt Claus Hildebrant von Willrode, war Ratsmeister, Kurmainzischer Gerichtsschultheiss und sächsischer Geleitsmann. Verwandte von ihm hatten schon das Dorf Willrode vor seiner Zerstörung als Lehen inne.
Claus Hildebrant von Willrode baute in den Kriegswirren das verfallene Gut wieder auf. Er ließ unter anderem als Schutz die hohe Mauer, Wall und Graben, also wieder eine „Wasserburg im Kleinen“ errichten. Claus Hildebrant von Willrode lebte von 1400 bis 1477.
Sein Bildnis auf dem Epitaph des Kirchhofs der Allerheiligengemeinde in Erfurt findet sich abgelichtet bei Schuchardt 1964, ebenso seine Wohnsitze „Zum roten Löwen“, Marktstraße 21, und „Zum Güldenen Schwanring“ (heute Chrestensenhof) Marktstraße 38.

### Das Gut unter Freidank von Willrode 1477–1511
Im Jahr 1471 wurde das Lehen auf seinen Sohn Freidank übertragen.
Freidank (andere Schreibweisen: Freydanck, Fridang) studierte Jura für die Ämterlaufbahn wurde dann aber 1477 Geleitsmann wie sein Vater und verwaltete das sächsische Geleit in Erfurt, (eine nicht unbedeutende Position, wenn man bedenkt, dass zum Beispiel Goethe als Direktor der Weimarer Wegebaukommission zugleich das Amt des Obergeleitsmannes in Erfurt innehatte). Freidank war darüber hinaus Verwalter seiner Güter und Bauherr von Willrode. Er betrieb unter anderem den Ausbau der Wehr- und Grabkapelle, gab ein Altarbild in Auftrag und Steinmetzarbeiten wie das Tympanon und die Wappen der Familie (das Wappen mit den zwei schrägen Balken ist das der Freidankschen Familie).
Nach neuerer Forschung legt Reiner Müller nahe, dass es sich bei der Gestaltung der Kapelle um einen Nachbau in der Form der Jerusalemer Grabeskirche handeln könnte, womit Freidank seinen Großvater Otto Ziegler ehren wollte, der anlässlich seiner abenteuerlichen Pilgerfahrt zum Ritter vom Hl. Grab ernannt wurde.
Freidank von Willrode erhielt das Gut vom Neuwerkskloster 1495 schließlich als Erblehen. Er wurde zum Stammvater der Willrodaer Familie und verhinderte durch sein Testament die Aufteilung des Gutes unter seinen Erben und Nachkommen. Als Majorat sollte es künftig jeweils in den Besitz der oder des Ältesten der Familie übergehen: „… es sey Sohn oder Tochter, Sohns oder Tochter Kind …“ Im Jahr 1510 erfolgte auf Freidanks Antrag die Bestätigung des damals in Erfurt seltenen und umstrittenen Erbvertrags von Kaiser Maximilian I. Freidank von Willrode lebte von 1430 bis 1511.

### Verkauf des Guts an den Rat der Stadt 1573. Bestätigung des Legats und Fortbestand der Familienstiftung
Nach 123 Jahren Besitz durch die Willröder Familie wird das Gut Willroda 1573 von den Erben an den Rat der Stadt Erfurt unter folgenden Bedingungen verkauft: Der Kaufpreis von 9000 Gulden ist in Ewigkeit nicht abzulegen, sondern soll auf dem Gut ruhen und nicht übertragbar sein. Das Stammkapital bleibt „auf ewig“ erhalten, der Stammzins von alljährlich 5 % wird von der Stadt an die Familie ausgezahlt und geht an die oder den Ältesten.
Die Urkunde „Fundation und Stammregister derer von Willrode“ 1603. erfasste die Erbberechtigten und regelte die Erbfolge. Sie wird mehrfach von den Mainzer Kurfürsten bestätigt. Das Gut Willrode wurde damit Grundlage für ein in dieser Form einmaliges Familien-Legat.

### Das Gut Willrode unter dem Erfurter Rat 1573–1664
Durch den Kaufvertrag des Rats war das Gut und die Befestigung vor den Toren Erfurts vor dem Erwerb durch „Fremde“ gesichert. Unter der Stadtherrschaft wurden das Anwesen, die dazugehörigen Ländereien und der Wald von so genannten Hofmeistern verwaltet, die Abgaben leisteten und Jagden ausrichteten. Im Übrigen blieb das Gut zur Verfügung des Rats von Erfurt. Es wurde zunehmend von der Ackerwirtschaft auf die Forstwirtschaft umgestellt.

### Das Gut wird vom Mainzer Bischof 1664 nach der Eroberung Erfurts annektiert
Das Gut blieb im Dreißigjährigen Krieg verhältnismäßig unversehrt. Aber nach der allgemeinen Schwächung der Städte setzte der Erzbischof von Mainz, Johann Philipp von Schönborn, eine Kampagne zur Annektierung Erfurts in Gang. Er erreichte die Ermächtigung zur Vollstreckung einer „Reichsacht“ (begründet unter anderem mit den Auseinandersetzungen im Dreißigjährigen Krieg) und belagerte die Stadt Erfurt zum Teil mit ausländischen Söldnertruppen, dank der Unterstützung von Ludwig XIV., dem Gewinnanteile versprochen waren. Die erbitterte Gegenwehr der Bewohner hielt den Belagerern stand. Der Brief des vermeintlichen Verbündeten Erfurts, des Kurfürsten Johann Georg II. von Sachsen, der die Kapitulation nahelegte (vom 2. Oktober 1664), bewog den Rat aber zur Übergabe der Stadt am 6. Oktober 1664.
Erfurt kapitulierte unter Aushandlung der Religionsfreiheit und einiger verbleibender Privilegien. Der Stadtstaat verlor seine ausgedehnten Besitzungen und Herrschaften, auch das befestigte Gut Willrode fiel an den Erzbischof und sein Kapitel.
An den Verpflichtungen gegenüber den Willröder Erben änderte sich damit nichts. Erst die Ablösung vom Grundwert im 19. Jahrhundert brachte einen gravierenden Einschnitt: Durch die von der Regierung verordnete Auszahlung der Kaufsumme an die Familienstiftung 1880 wurde das Stammkapital der Inflation und den Kriegsanleihegesetzen unterworfen.

### Willrode unter Mainzer Herrschaft ab 1664 und danach
Von 1664 bis 1802 stand das Gut unter Mainzer Herrschaft. Verstärkt wurden Holz und Jagdwirtschaft. Zur Reinigung des Waldes war zeitweise Frondienst für die umliegenden Dörfer verordnet. Das Gut wurde, wie es heißt, von den Mainzer Statthaltern insgesamt nach Maßgabe einer zentralen merkantilistischen Wirtschaft „musterhaft betreut und in Ordnung gehalten“, auch mehrfach restauriert und schließlich als Jagdschloss eingerichtet. Goethe, der Herzog Carl August von Sachsen-Weimar und andere bedeutende Zeitgenossen sollen zu Gast auf dem Jagdschloss gewesen sein, wahrscheinlich auf Einladung des Mainzer Statthalters Karl Theodor von Dalberg. Unter anderem gibt es folgende Tagebuchnotiz von Goethe zum 1. Oktober 1776: „Nach Erfurt kam der Herz.[og] mit Wedeln. Munteres Mittagmahl. Nach Tisch auf Willrode. Viel geschwatzt mit d. Statthalter und folglich nichts geschossen.“
Das Gut wurde in Folge des Reichsdeputationshauptschlusses von 1803 preußischer Besitz.
Nach der Schlacht von Jena und Auerstädt 1806, kam das Gut unter Napoleonische Herrschaft und wurde als französische Domäne dem Grafen Tascher de la Pagerie überlassen, der noch 1812 als Besitzer genannt wurde. Nach dem Sieg der Verbündeten in der Leipziger Völkerschlacht von 1813 fiel das Gut wieder an Preußen. Willrode wurde eine preußische Oberförsterei. Es blieb bis 1945 preußischer Besitz.
Die Erbregelung des Legats und die seit 1511 bestehende Willröder Stiftung blieben bis in den Zweiten Weltkrieg bestehen, wurden dann aber aufgelöst und ein „Verein Willröder Familien e. V.“ gegründet. Das geringfügige Restvermögen der Stiftung ging an den Verein über. Der Verein organisierte unter anderem Spendenaktionen zur Restaurierung des Guts, vor allem der Kapelle.
Zur DDR-Zeit kam es zunehmend zu Verfallserscheinungen an der gesamten Anlage. Nach der Wende wurde sie unter Beteiligung zahlreicher Einzelpersönlichkeiten, Ämter, Behörden und besonders des Fördervereins allmählich wiederhergestellt.
Am 9. September 2012 wurde zum Tag des Offenen Denkmals im Forsthaus Willroda das Ende der erfolgreichen Sanierung gefeiert. Gleichzeitig beging an diesem Tag der „Verein der Freunde und Förderer des Forsthauses Willrode e.V.“ sein 20-jähriges Bestehen.
Das Gut ist heute im Besitz des Freistaats Thüringen und untersteht der Landesforstverwaltung. Es beherbergt das Thüringer Forstamt und ist ein Ort kultureller Begegnung und beliebtes Ausflugsziel.

## Anlagen

### Brücke und Eingangstor
Die Zugangsbrücke wurde als erste Maßnahme bereits 1990 erneuert. Es folgten die Wiederinstandsetzung der Mauer und die Vertiefung des umgebenden Grabens.

### Kapelle

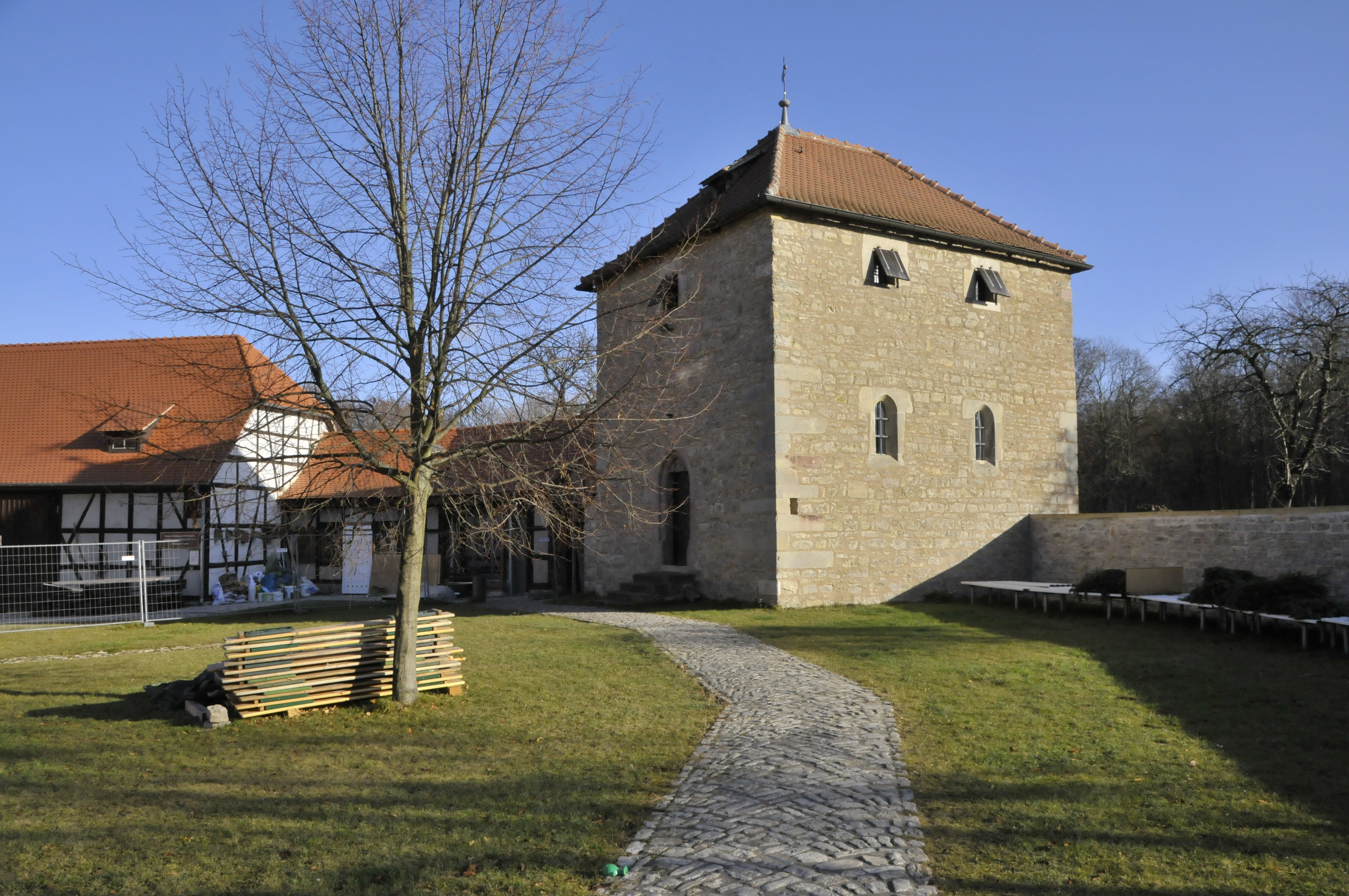
Gutskapelle

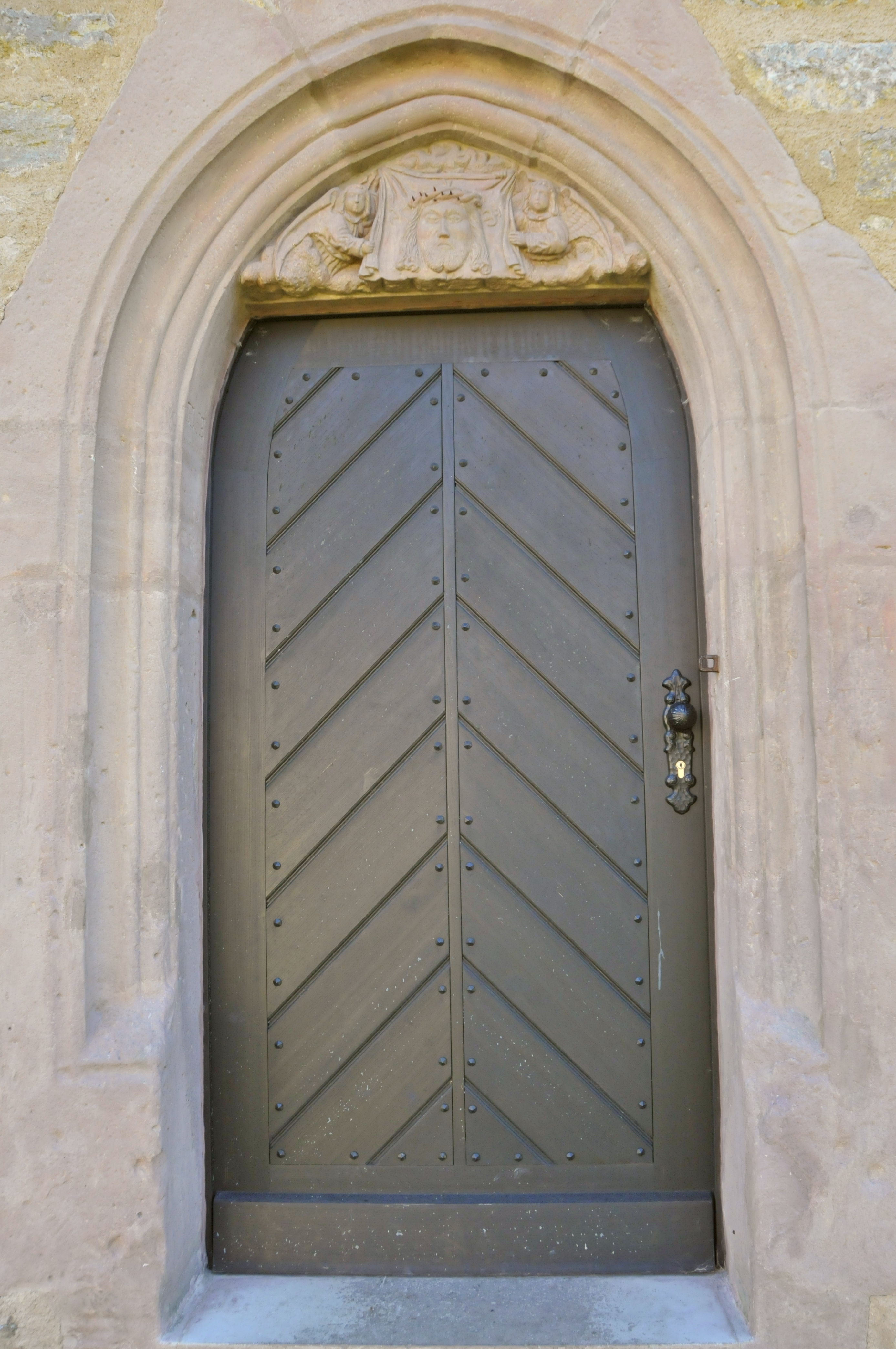
Gotischer Hofeingang der Kapelle

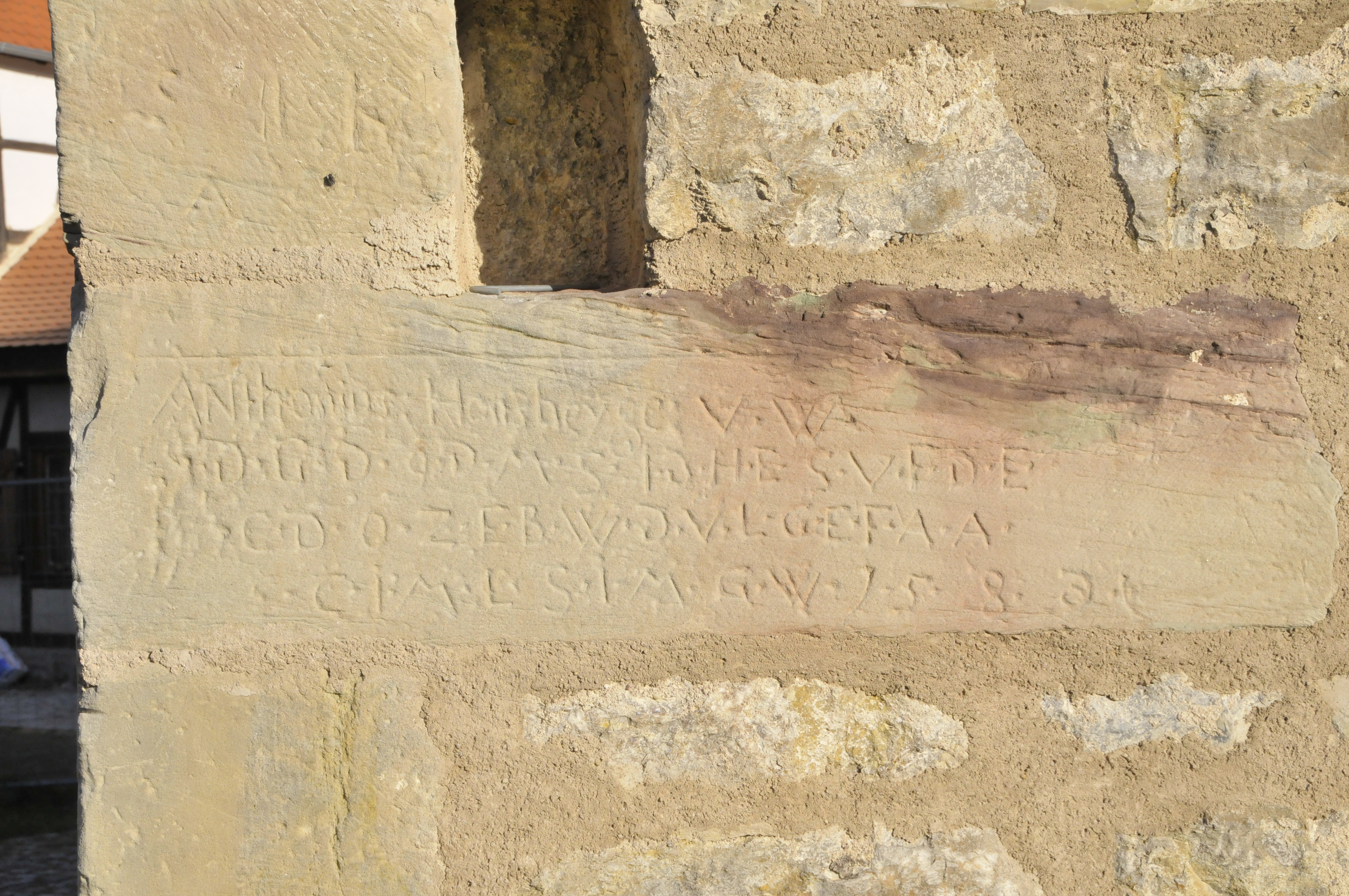
Mauerstein der Kapelle mit Inschrift 1583

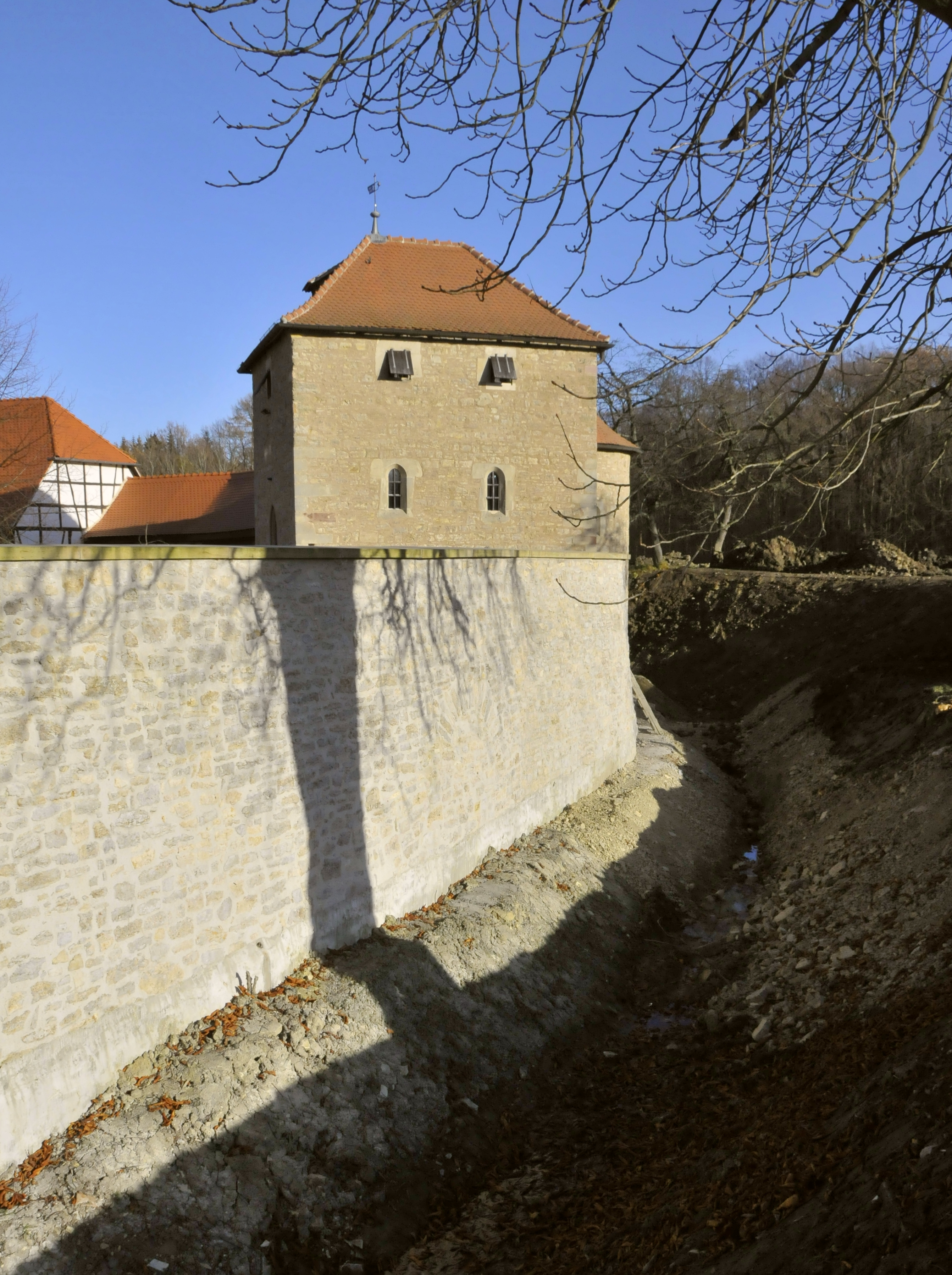
Kapelle (mit Apsis), Gutsmauer und Graben

Wertvollstes und ältestes Gebäude der Anlage ist die Kapelle, ein gut erhaltener, dreigeschossiger Quadersteinbau im romanischen Stil mit Rundbogenfries und nach außen tretender Apsis, jedoch arm an Zierformen. Aufgrund dieses Baustils wurde bislang angenommen, die Kapelle sei aus einem vielleicht um 1100 oder im 13. Jahrhundert errichteten Wehrturm entstanden. Unter anderen hält es der Baugeschichtler Rainer Müller für wahrscheinlicher, dass die Burgkapelle erst 1495 von Freidank von Willrode im romanischen Stil nachempfunden wurde und kein Umbau eines früheren Wehrturms ist. Notfalls sollte der Bau als letzte Zufluchtsstätte der Bewohner dienen.
Die Kapelle erhielt nachträglich eine gotische Pforte zur Hofseite. Unter dem Schlussstein des Portals (Tympanon) ist eine gut erhaltene Darstellung des „Schweißtuchs der Veronika“, ein Sandsteinrelief, das bei der Einweihung der Kapelle angebracht wurde. Die gotische Originaltür befindet sich im Stadtmuseum Erfurt. Die Türpfosten bestehen aus Seeberger Sandstein, einem besonders wertvollen Material. Die Kapelle enthält kleine romanische Fenster. Unter der Kapelle befindet sich ein Kellergeschoss. Der Verwendungszweck des Kellers ist ungeklärt, eventuell ein Mausoleum für den Stifter der Kapelle. Im Jahre 1509 gab Freidank den Auftrag zum Bau eines steinernen Marienaltars. Er stellt Madonna im Strahlenkranz dar, typisch für jene Zeit. Im Altarraum der Kapelle erblickt man über dem Altar Rundbögen der Apsis und die Schießscharten. Der Altar wird flankiert durch eingelassene Geräteschreine mit Wappenschildern. Im Jahre 1511, dem Sterbejahr des Stifters, befand sich das Altarbild in der Kapelle. Durch die in Erfurt-Hochheim ansässige Försterei wurde das Bild 1760 wiederentdeckt, nachdem es etwa 200 Jahre lang verschwunden war. 1774 fand der steinerne Altar in der neugebauten Kapelle in Hochheim seine Bleibe. Der jetzige Altar in der Kapelle Willroda ist eine Nachgestaltung durch das Erfurter Artusatelier. Die farbig gefasste barocke Deckenmalerei der Kapelle hatte erheblich unter Ausdünstungen der vor 1989 hier gelagerten, chlorhaltigen Schädlingsbekämpfungsmittel gelitten. Die Malereien wurden jetzt vorbildlich restauriert. Insgesamt ist die Kapelle -angefangen 1990 mit der Neueindeckung des in desolatem Zustand befindlichen Dachs- denkmalgerecht saniert, ausgestattet und revitalisiert worden.

### Forsthaus
Nachdem ein Brand das Vorgängerhaus etwa 1720 vernichtet hatte, wurde das jetzige Haupthaus 1745 als eingeschossiges Gebäude mit einer großen Toreinfahrt in der Mitte neu errichtet. Im Fachwerk findet sich noch heute der ehemalige Torbogen. Der Westteil (vom Grundstückstor linke Gebäudeseite) enthielt eine wenig untergliederte Säulen-Tuchhalle (Siehe → Redewendung „Durch die Lappen gehen“).
Ursprünglich muss von der Quelle (etwa 1,5 km nordwestlich im Zeisigtal) durch die Wehrmauern und direkt durch das Hauptgebäude ein offenes Rinnsal geflossen sein, das auch drei Zisternen im Gebäude speiste, die vielleicht als Wasserreservoir oder zur Fischhaltung genutzt wurden. Später wurden die Öffnungen aber offenbar wieder verbaut. Diese Anlage wurde erst bei der Fundamentsanierung 2001 entdeckt. Fäulnis im Holz und Salpeter in den Wänden zeigten sich schon früh als erhebliche Baumängel. Auch die Tuchhalle konnte offenbar die Bedürfnisse nicht erfüllen.
Nach dem Ende des Siebenjährigen Kriegs erfolgte 1763 der erste Umbau durch Erneuerung der Außenwände mit solidem Steinmauerwerk anstelle von Flechtwerkwänden. Die Halle bekam Wohnraum-Zimmerfluchten, die mit Stuckdecken und Öfen ausgestattet wurden. Sie sollten offenbar dem Aufenthalt des Statthalters von Erfurt, Karl Wilhelm Joseph Adam Freiherr von Breidbach zu Bürresheim, des Neffen des Mainzer Erzbischofs Emmerich Joseph von Breidbach zu Bürresheim und seiner Begleitung bei Jagdaufenthalten in Willrode dienen.
Bereits 1768/69 entschloss man sich, das Forsthaus auch als Jagdschloss zu nutzen. Um ein zweites Stockwerk zu errichten, wurde das Dach abgehoben und zwischengelagert. Im neuen oberen Stockwerk wurde in Gebäudemitte ein prächtiger Jagdsaal mit Stuckdecke eingerichtet. Der Nachfolger im Amt des Statthalters, Karl Theodor von Dalberg, sorgte ab 1771 für den weiteren Innenausbau. Er beauftragte den Bayreuther Hofmaler Rudolf Christian Albert Zöllner, den Jagdsaal mit großformatigen Wandgemälden mit Jagdmotiven auszuschmücken. Das unter statischen Gesichtspunkten mangelhafte Bauwerk zeigte schon bald Schäden: Man achtete mehr auf die barocke Symmetrie, als etwa auf solche Gesichtspunkte, Wände nur auf bestehenden Wänden zu errichten. Schon bald senkte und verwarf sich der Boden im Jagdsaal um über 20 cm.
Mit dem Ende von Kurmainz (1801) und der ersten Übernahme Erfurts durch Preußen (1802) endete die Geschichte des Forsthaus Willroda als „Jagd- und Lustschloss“. Es diente fortan als Wohnung und Dienstsitz des Försters. Daran änderten auch die wechselnden Besitzverhältnisse in den folgenden Jahren nichts: 1802–1806 Königreich Preußen, 1806–1812 Domain-Gut Napoleons im Besitz des Grafen Tascher de La Pagerie, von 1813 bis 1945 wieder preußisch.
Unter Oberförster Brauns wurden 1833 die schadhaft gewordenen Türschwellen und Erdgeschosswände ausgewechselt, wozu das gesamte Gebäude mit Winden hochgeschraubt werden musste, damit die erdnahen Bereiche saniert werden konnten. Der Stall im Ostflügel wurde durch einen zusätzlichen Wohnraum im Erdgeschoss ersetzt. Das große Einfahrtstor wurde zu einer Haustür verkleinert.
Auch 1914/15 wurde aus Stallungen wieder Wohnraum geschaffen. Die Südfassade erhielt eine zweite Eingangstür, und der östlich an das Haupthaus anschließende ehemalige Kuhstall wurde aufgestockt und mit einer Außentreppe mit Galerie zur Erschließung des Obergeschosses versehen.
Bis 1992 lebte die Witwe des letzten Oberförsters, Maria Quednau, im ehemaligen Jagdschloss. Sie musste die zunehmenden baulichen Verfallserscheinungen miterleben und verpflegte einkehrende Wanderer mit dem Nötigsten. Nach ihrem Tode stand das Haus leer. Es kam zu Einbrüchen, Diebstahl von Jagdtrophäen, historischen Schießscheiben und einer Sonnenuhr.
Zu dringenden Erhaltungsmaßnahmen kam es dann 1995, ab 2001 folgte die notwendige Generalsanierung des Anwesens. Die meisten Wandschwellen im Erdgeschoss wurden erneuert und beide Traufwände des Forsthauses. Zu Verbesserung der Gebäudestatik wurden zwei Binnenwände aus der ersten Umbauphase von 1763 versetzt.
Bei der Freilegung des Fachwerks konnte man bauhistorisch aufschlussreiche Spuren der verschiedenen Bauphasen deutlich erkennen. Etwa zwei Drittel aller Fachwerkgefächer wurden durch Stampflehm ersetzt. 2006 wurde das Haus wieder verputzt. Nach Sanierung ist das Thüringer Forstamt Erfurt-Willrode seit 2008 wieder in den unteren Räumen. Der schmucke Jagdsaal mit den restaurierten Gemälden ist für kulturelle Veranstaltungen der Öffentlichkeit zugänglich.
Das Thüringer Forstamt Erfurt-Willrode ist für etwa 18.500 Hektar Wälder rund um die Landeshauptstadt Erfurt verantwortlich. Der Zuständigkeitsbereich reicht von den Fahner Höhen über das von landwirtschaftlicher Nutzung geprägte Erfurter Becken bis Arnstadt, Stadtilm und Kranichfeld. Somit erstreckt er sich über fünf verschiedene Landkreise bzw. kreisfreie Städte: Ilm-Kreis, Gotha, Weimarer Land, Erfurt und Sömmerda. Das Forstamt ist in 11 Reviere unterteilt und beschäftigt derzeit 36 feste Mitarbeiter. Das Thüringer Forstamt Erfurt-Willrode (ehemals Arnstadt) ist 2005 aus den ehemaligen Forstämtern Kranichfeld und Arnstadt hervorgegangen.

### Stall und Scheune
Die baufälligen Gebäude wurden erneuert und für das Vereinsleben genutzt, die Scheune auch zum Wildverkauf.

### Backofen
Der altdeutsche Backofen aus dem 17. Jahrhundert wurde rekonstruiert und hat sich zu einer besonderen Attraktion beim monatlichen Tag der Offenen Tür entwickelt.

### Lapidarium

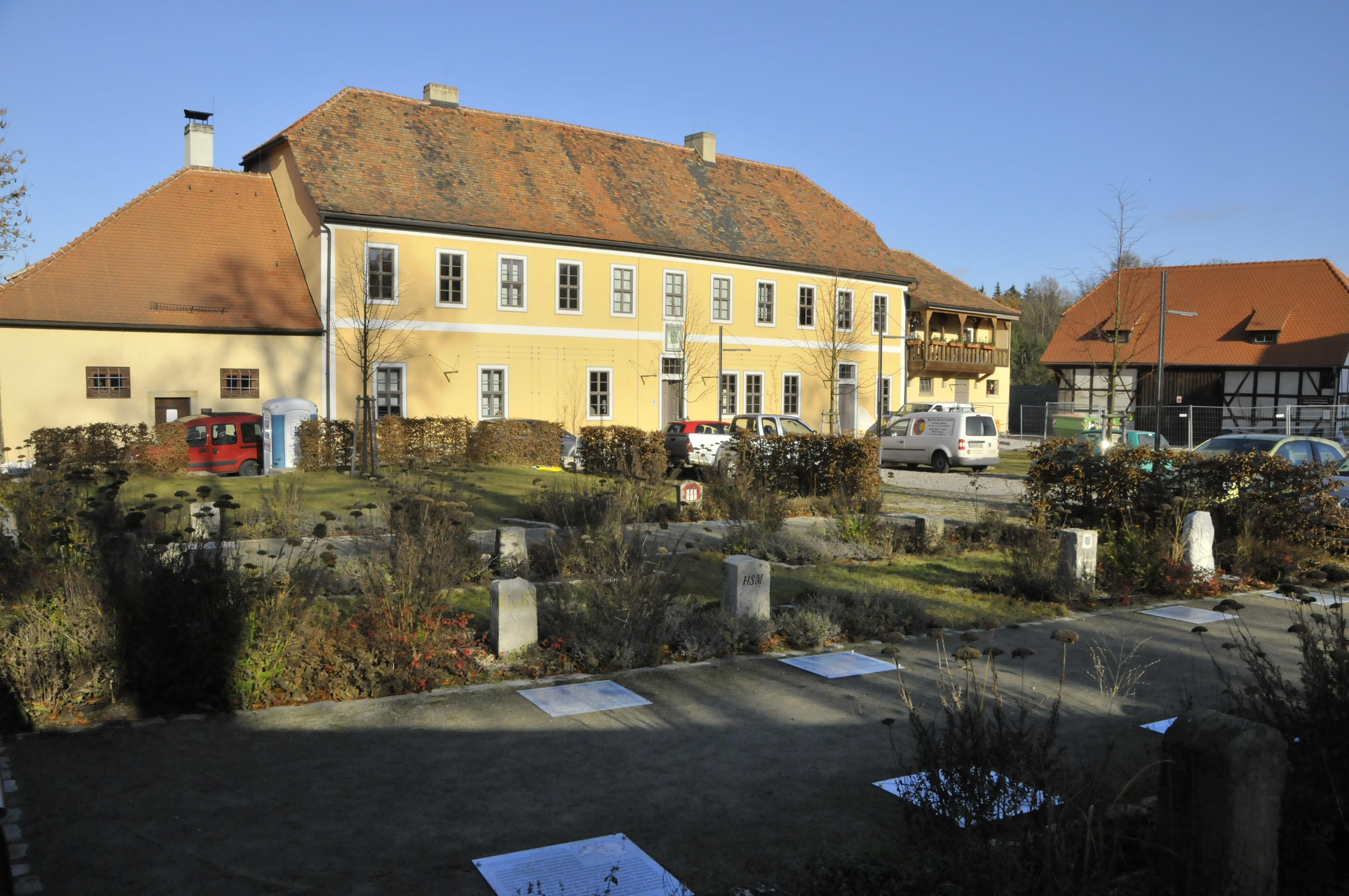
Forsthaus mit Lapidarium (im Vordergrund)

Seit 2009 ist auf der Westseite des Hofes des Anwesens eine Ausstellung Thüringer Grenzsteine („Lapidarium“) eingerichtet. Aussteller ist der Landesverein Thüringen des Deutschen Vereins für Vermessungswesen – Gesellschaft für Geodäsie, Geoinformation und Landmanagement (DVW). Hier stehen derzeit (November 2011) etwa dreizehn Grenz- und Gemarkungssteine mit gut beschrifteten Erläuterungstafeln.

### Hauskeller
Außerhalb der Umgrenzungsmauer, an der Böschung des südlichen Burggrabens, liegt der unterirdische, ehemalige Hauskeller des Gutshofes. Er wurde im 15. Jahrhundert errichtet, im 18. Jahrhundert erweitert und 1997 durch ABM-Gruppen saniert und als Biotopkeller umgenutzt.

### Brunnenhaus
In der Nähe der Einfahrt des Anwesens steht das ehemalige Brunnenhaus, das im 18. Jahrhundert zur Wasserversorgung des Jagdschlosses errichtet und 1997 saniert wurde.

## Galerie

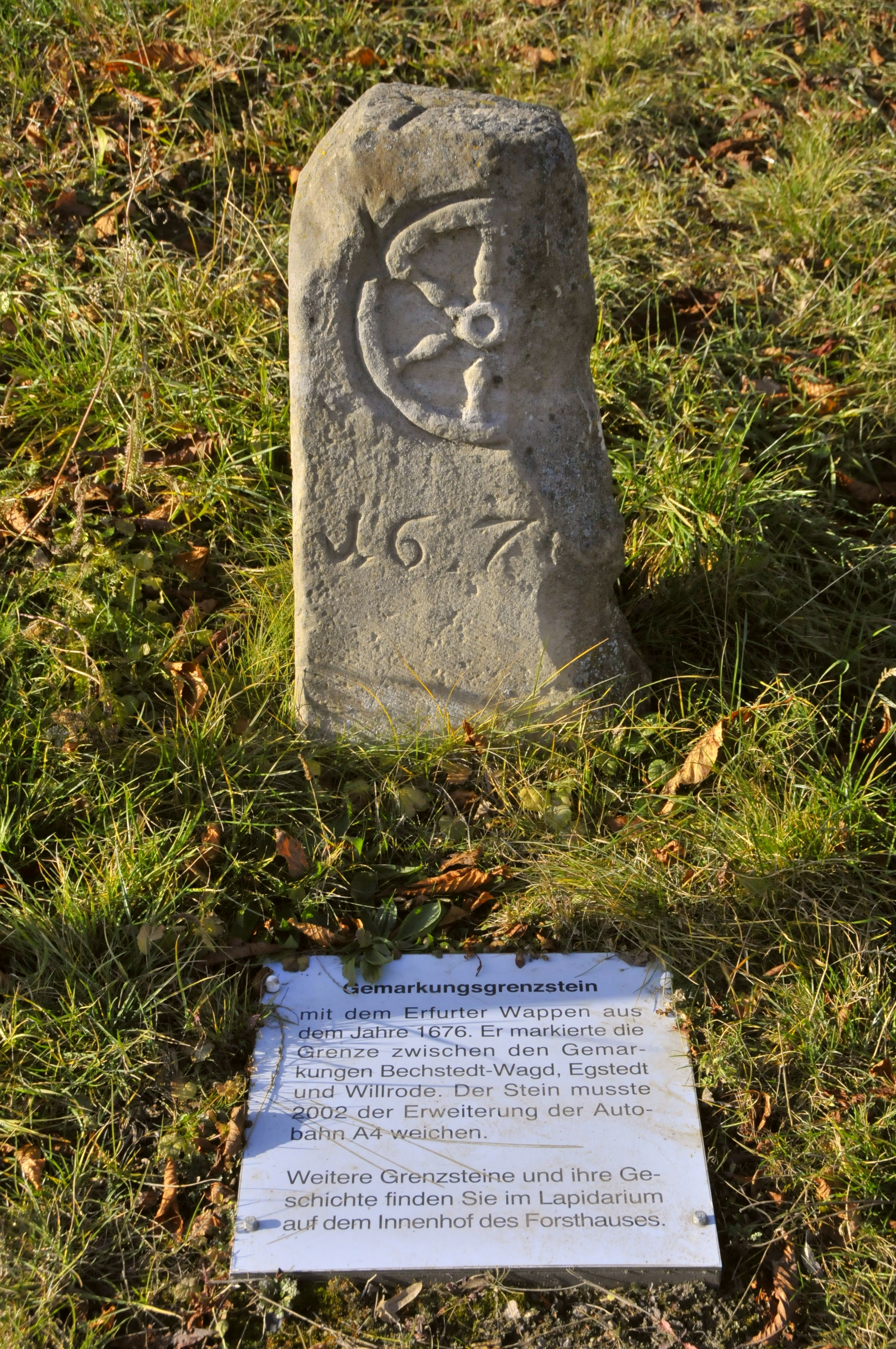
Gemarkungsstein von 1776 am Eingang zum Anwesen
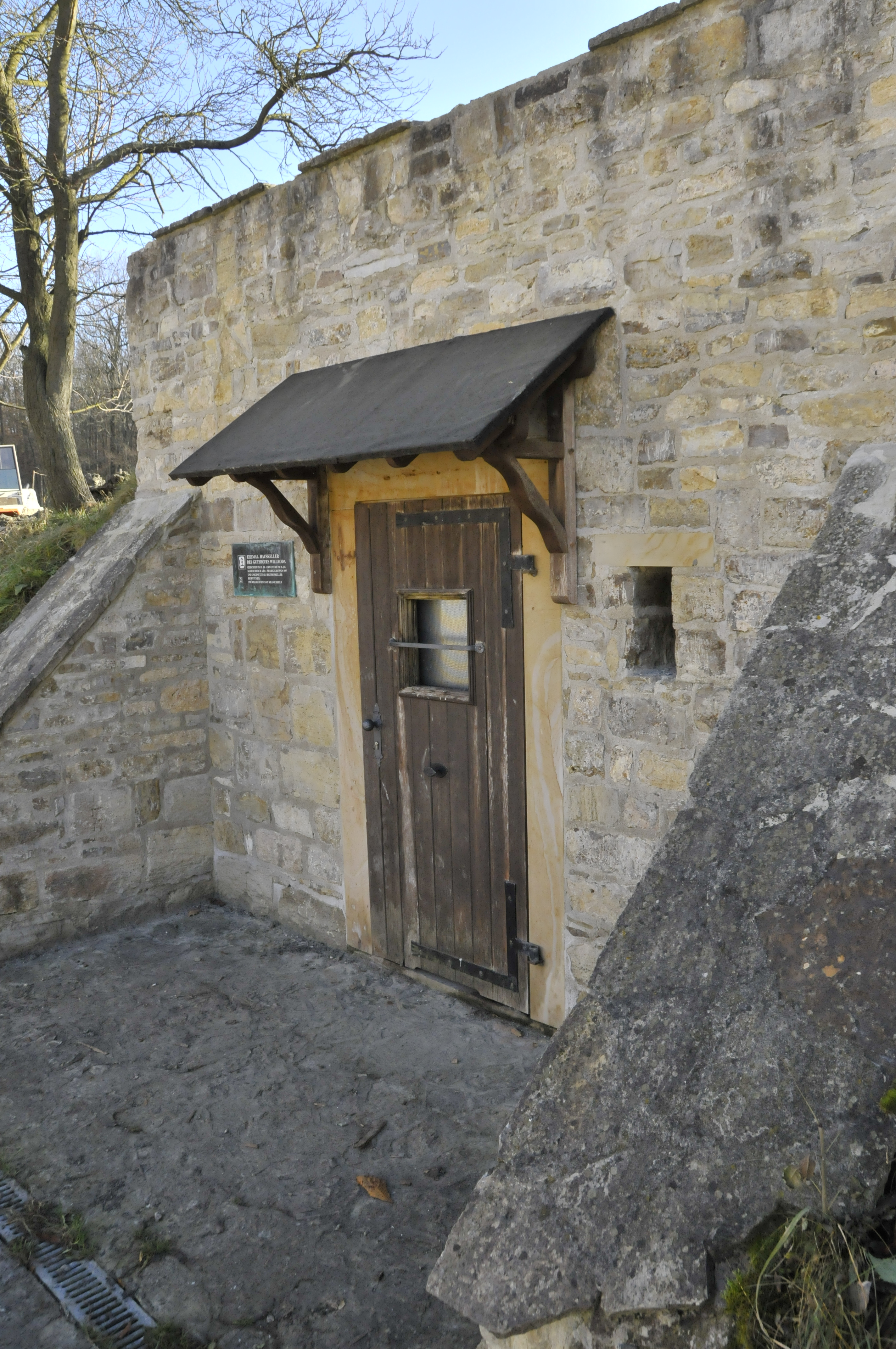
Eingang zum ehemaligen Hauskeller
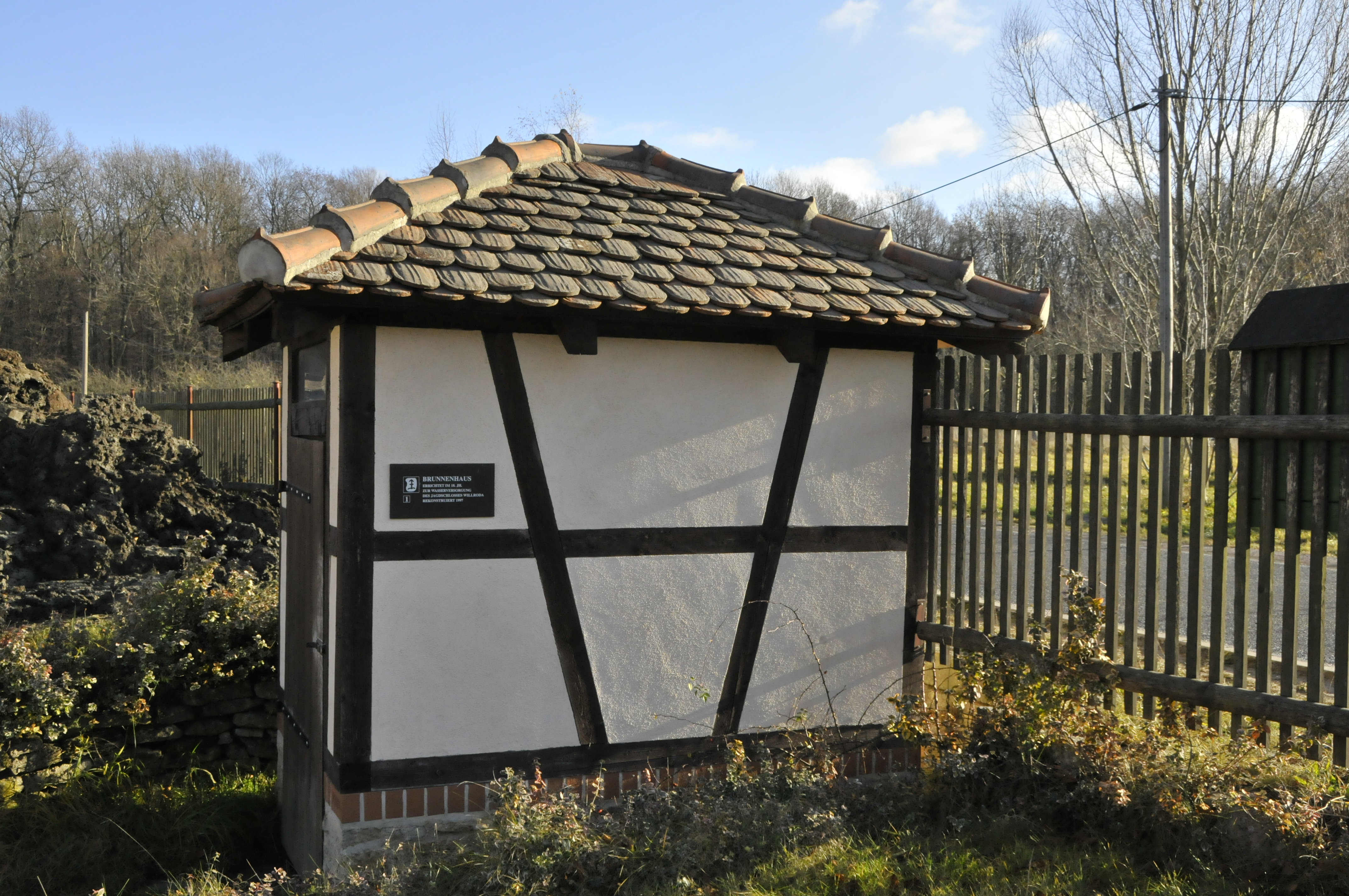
Ehemaliges Brunnenhaus